# Liste des titres musicaux numéro un aux États-Unis en 2020
Liste les titres musicaux ayant le plus de succès au cours de l'année 2020 aux États-Unis d'après le magazine Billboard.

## Historique
| Date         | Artiste(s)                                 | Titre                            | Référence |
| ------------ | ------------------------------------------ | -------------------------------- | --------- |
| 4 janvier    | Mariah Carey                               | All I Want for Christmas Is You  |           |
| 11 janvier   | Post Malone                                | Circles                          |           |
| 18 janvier   | Roddy Ricch                                | The Box                          |           |
| 25 janvier   | Roddy Ricch                                | The Box                          |           |
| 1er février  | Roddy Ricch                                | The Box                          |           |
| 8 février    | Roddy Ricch                                | The Box                          |           |
| 15 février   | Roddy Ricch                                | The Box                          |           |
| 22 février   | Roddy Ricch                                | The Box                          |           |
| 29 février   | Roddy Ricch                                | The Box                          |           |
| 7 mars       | Roddy Ricch                                | The Box                          |           |
| 14 mars      | Roddy Ricch                                | The Box                          |           |
| 21 mars      | Roddy Ricch                                | The Box                          |           |
| 28 mars      | Roddy Ricch                                | The Box                          |           |
| 4 avril      | The Weeknd                                 | Blinding Lights                  |           |
| 11 avril     | The Weeknd                                 | Blinding Lights                  |           |
| 18 avril     | Drake                                      | Toosie Slide                     |           |
| 25 avril     | The Weeknd                                 | Blinding Lights                  |           |
| 2 mai        | The Weeknd                                 | Blinding Lights                  |           |
| 9 mai        | The Scotts, Travis Scott & Kid Cudi        | The Scotts                       |           |
| 16 mai       | Doja Cat featuring Nicki Minaj             | Say So                           |           |
| 23 mai       | Ariana Grande & Justin Bieber              | Stuck with U                     |           |
| 30 mai       | Megan Thee Stallion featuring Beyoncé      | Savage                           |           |
| 6 juin       | Lady Gaga & Ariana Grande                  | Rain on Me                       |           |
| 13 juin      | DaBaby featuring Roddy Ricch               | Rockstar                         |           |
| 20 juin      | DaBaby featuring Roddy Ricch               | Rockstar                         |           |
| 27 juin      | 6ix9ine featuring Nicki Minaj              | Trollz                           |           |
| 4 juillet    | DaBaby featuring Roddy Ricch               | Rockstar                         |           |
| 11 juillet   | DaBaby featuring Roddy Ricch               | Rockstar                         |           |
| 18 juillet   | DaBaby featuring Roddy Ricch               | Rockstar                         |           |
| 25 juillet   | DaBaby featuring Roddy Ricch               | Rockstar                         |           |
| 1er août     | DaBaby featuring Roddy Ricch               | Rockstar                         |           |
| 8 août       | Taylor Swift                               | cardigan                         |           |
| 15 août      | Harry Styles                               | Watermelon Sugar                 |           |
| 22 août      | Cardi B featuring Megan Thee Stallion      | WAP                              |           |
| 29 août      | Cardi B featuring Megan Thee Stallion      | WAP                              |           |
| 5 septembre  | BTS                                        | Dynamite                         |           |
| 12 septembre | BTS                                        | Dynamite                         |           |
| 19 septembre | Cardi B featuring Megan Thee Stallion      | WAP                              |           |
| 26 septembre | Cardi B featuring Megan Thee Stallion      | WAP                              |           |
| 3 octobre    | BTS                                        | Dynamite                         |           |
| 10 octobre   | Travis Scott featuring Young Thug & M.I.A. | Franchise                        |           |
| 17 octobre   | Jawsh 685 & Jason Derulo                   | Savage Love (Laxed – Siren Beat) |           |
| 24 octobre   | 24kGoldn featuring iann dior               | Mood                             |           |
| 31 octobre   | 24kGoldn featuring iann dior               | Mood                             |           |
| 7 novembre   | Ariana Grande                              | Positions                        |           |
| 14 novembre  | 24kGoldn featuring iann dior               | Mood                             |           |
| 21 novembre  | 24kGoldn featuring iann dior               | Mood                             |           |
| 28 novembre  | 24kGoldn featuring iann dior               | Mood                             |           |
| 5 décembre   | BTS                                        | Life Goes On                     |           |
| 12 décembre  | 24kGoldn featuring iann dior               | Mood                             |           |
| 19 décembre  | Mariah Carey                               | All I Want For Christmas Is You  |           |
| 26 décembre  | Taylor Swift                               | Willow                           |           |